# Layla (chanson)
Ne doit pas être confondu avec Layla (film).
Pistes de Layla and Other Assorted Love Songs
It's Too Late Thorn Tree In The Garden
Layla est une chanson du groupe Derek and the Dominos de 1970, parue sur l'album Layla and Other Assorted Love Songs. La chanson a été écrite par Eric Clapton (textes et musique de la première partie de la chanson) et Jim Gordon auteur de la partie de piano à la fin de la chanson (en s'inspirant d'une composition de Rita Coolidge).
Cette chanson, chantée par Eric Clapton tout au long de sa carrière, figure dans plusieurs autres albums live et studio:
- Live at the Hammersmith Odéon (1977) qui est le 2ème CD dans la réédition du 35ème anniversaire de Slowhand en 2002,
- Crossroads 2 - live in the seventies (1996),
- One more car, One more rider (live de la tournée mondiale de 2001),
- Lady in the Balcony - Lockdown Sessions (2021).

Eric Clapton enregistre une version acoustique en 1992 figurant sur son album live Unplugged. Extraite en single, elle connaît le succès dans plusieurs pays.

## Contexte
Le titre, Layla, lui a été inspiré par l'histoire traditionnelle d'origine arabe Majnûn Laylâ ou Kaïs et Layla (قيس وليلى en arabe) Majnoun et Leila que lui a raconté son ami Ian Dallas qui était engagé dans un processus de conversion à l'Islam. Cette histoire relate un amour impossible qui reflète bien la situation personnelle de Clapton à l'époque. 
En effet, pour écrire Layla, Eric Clapton s'est inspiré de son amour pour Pattie Boyd, qui était alors la femme de son ami George Harrison. C'est une tentative délibérée de lui parler de ses doutes et de son refus de venir avec lui : What'll you do when you get lonely?.
Les parties guitares sont enregistrées par Eric Clapton et les parties de guitare slide par Duane Allman.
Émile Théodore Frandsen est l'auteur du tableau qui illustre l'album (La Fille au bouquet). La peinture avait été offerte à Eric Clapton par le fils du peintre lors d'un séjour chez lui à Valbonne dans les Alpes Maritimes. En janvier 2016, Eric Clapton a été condamné à verser 15 000 euros à la famille du peintre pour avoir réutilisé la reproduction, sans son consentement, en 2011 dans le coffret du 40e anniversaire de l'album.

## Musiciens
- Eric Clapton : Chant, guitares acoustique, rythmique et solo
- Duane Allman : Guitare slide
- Bobby Whitlock : orgue Hammond, piano (Pour la première partie de la chanson), chœurs
- Carl Radle : basse
- Jim Gordon : Batterie, percussion, piano (Pour la deuxième partie de la chanson)

## Postérité
En 2004, Layla, est classé au 27e rang parmi les « 500 plus grandes chansons de tous les temps » par le magazine Rolling Stone. Elle est également sélectionnée par le Rock and Roll Hall of Fame, en 1995, comme l'une des « 500 chansons qui ont façonné le rock 'n' roll ». En 1998, elle reçoit le Grammy Hall of Fame Award.
La seconde partie, celle jouée au piano, dont la mélodie originale est de Rita Coolidge, est entendue dans le film Les Affranchis de Martin Scorsese, dans la scène où l'on découvre les cadavres d'une partie des gangsters ayant pris part au casse de la Lufthansa.
En 2012 le célèbre riff de guitare conclut les pubs télévisées des automobiles Opel[pertinence contestée].

## Classements et certifications de la version de Derek and the Dominos

### Classements hebdomadaires
| Classement (1972)              | Meilleure place |
| ------------------------------ | --------------- |
| Canada (RPM Top Singles)       | 9               |
| États-Unis (Billboard Hot 100) | 10              |
| France (IFOP)                  | 1               |
| Irlande (IRMA)                 | 10              |
| Royaume-Uni (UK Singles Chart) | 7               |

| Classement (1982)              | Meilleure place |
| ------------------------------ | --------------- |
| Irlande (IRMA)                 | 4               |
| Pologne (LP3)                  | 10              |
| Royaume-Uni (UK Singles Chart) | 4               |

| Classement (1992)       | Meilleure place |
| ----------------------- | --------------- |
| Nouvelle-Zélande (RMNZ) | 3               |

### Classements annuels
| Classement (1972)                     | Meilleure place |
| ------------------------------------- | --------------- |
| Royaume-Uni (Official Charts Company) | 104             |
| États-Unis (Billboard Hot 100)        | 61              |

| Classement (1982)                     | Meilleure place |
| ------------------------------------- | --------------- |
| Royaume-Uni (Official Charts Company) | 104             |

### Certifications
| Pays              | Certification | Date       | Unités certifiées |
| ----------------- | ------------- | ---------- | ----------------- |
| Italie (FIMI)     | Or            | 2024       | 50 000            |
| Royaume-Uni (BPI) | Platine       | 07/05/2021 | 600 000           |

## Classements et certifications de la version d'Eric Clapton

### Classements hebdomadaires
| Classement (1992-1993)                 | Meilleure place |
| -------------------------------------- | --------------- |
| Allemagne (GfK Entertainment)          | 20              |
| Australie (ARIA)                       | 7               |
| Belgique (Flandre Ultratop 50 Singles) | 19              |
| Canada (RPM Singles Chart)             | 1               |
| États-Unis (Billboard Hot 100)         | 12              |
| Irlande (IRMA)                         | 20              |
| Pays-Bas (Single Top 100)              | 8               |
| Royaume-Uni (UK Singles Chart)         | 45              |
| Suisse (Schweizer Hitparade)           | 28              |

### Certifications
| Pays              | Certification | Date       | Unités certifiées |
| ----------------- | ------------- | ---------- | ----------------- |
| Australie (ARIA)  | Or            | 1993       | 35 000            |
| Royaume-Uni (BPI) | Argent        | 21/04/2023 | 200 000           |